# Stadsplanerare
Stadsplanerare avser en person som huvudsakligen arbetar med stadsplanering. Vanligtvis utbildad arkitekt, kulturgeograf eller civilingenjör. En stadsplanerare kan även vara stadsarkitekt. Några kända svenska stadsplanerare är Sven Markelius, Aleksander Wolodarski, Sigfrid Ewald och Clas Larsson Fleming.
Epitetet stadsbyggare tillkommer ibland framstående politiker och stadsplanerare som haft ansvar för stora och inflytelserika stadsplaneringsprojekt. Exempel på stadsbyggare är Georges-Eugène Haussmann som byggde om stora delar av Paris åren 1853-70 på uppdrag av Napoleon III, och i Sverige Albert Lindhagen (Lindhagenplanen, 1866, Stockholm) och Yngve Larsson (Norrmalmsregleringen, 1945, Stockholm).

## Citat
| ”                                             | Sådana är stadsbyggarens villkor: icke blott att lösa aktuella problem, utan även att vara en utpost mot framtiden. | „ |
| – Stadsbyggnadspolitikern Yngve Larsson, 1977 | |   |